# Woschod 2
Woschod 2 [vasˈxɔt] (alternative Schreibweise Woßchod, russisch Восход „Sonnenaufgang“) war ein sowjetischer bemannter Raumflug im Rahmen des sehr kurzen Woschod-Programms. Zum ersten Mal verließ ein Raumfahrer die schützende Hülle seines Raumschiffes und schwebte frei im All (Außenbordeinsatz).

## Besatzung
- Pawel Iwanowitsch Beljajew, (1. Flug) Kommandant
- Alexei Archipowitsch Leonow, (1. Flug) Pilot

## Vorbereitung
Nach dem erfolgreichen Flug von Woschod 1, bei dem erstmals drei Raumfahrer in einem Raumschiff gestartet wurden, sollte nun eine weitere spektakuläre Erstleistung vollbracht werden: ein Kosmonaut sollte in der Erdumlaufbahn das Raumschiff verlassen und frei neben ihm schweben.
Das gegenüber Woschod 1 modifizierte Raumschiff vom Typ Woschod 3KD bot nur zwei Kosmonauten Platz. Wo bei Woschod 1 noch ein dritter Kosmonaut saß, war nun eine aufblasbare Luftschleuse angebracht, die verpackt einen Durchmesser von 70 cm und eine Länge von 77 cm hatte. Im All konnte sich die Schleuse nach außen entfalten und war dann 2,5 m lang, mit einem Außendurchmesser von 1,2 m und einem Innendurchmesser von 1,0 m. Die Schleuse wog etwa 250 kg.
Ein unbemanntes Raumschiff dieses Typs wurde am 22. Februar 1965 unter der Tarnbezeichnung Kosmos 57 gestartet. In der Erdumlaufbahn entfaltete sich die externe Luftschleuse wie geplant, was von der Bodenstation sogar per Fernsehbild beobachtet werden konnte. Irrtümlicherweise sendeten zwei Bodenstationen gleichzeitig Funkbefehle. Der Empfänger im Raumschiff interpretierte dies fehlerhaft als Kommando, die Bremsraketen zu zünden, um die Landung einzuleiten. Da aber das Raumschiff nicht korrekt ausgerichtet war, blieb es offenbar in der Erdumlaufbahn, wurde jedoch in eine schnelle Rotation versetzt. Der Selbstzerstörungsmechanismus löste aus, und Kosmos 57 explodierte nur knapp drei Stunden nach dem Start.
Dennoch wurde der bemannte Start auf nicht einmal einen Monat später angesetzt.

## Besatzung

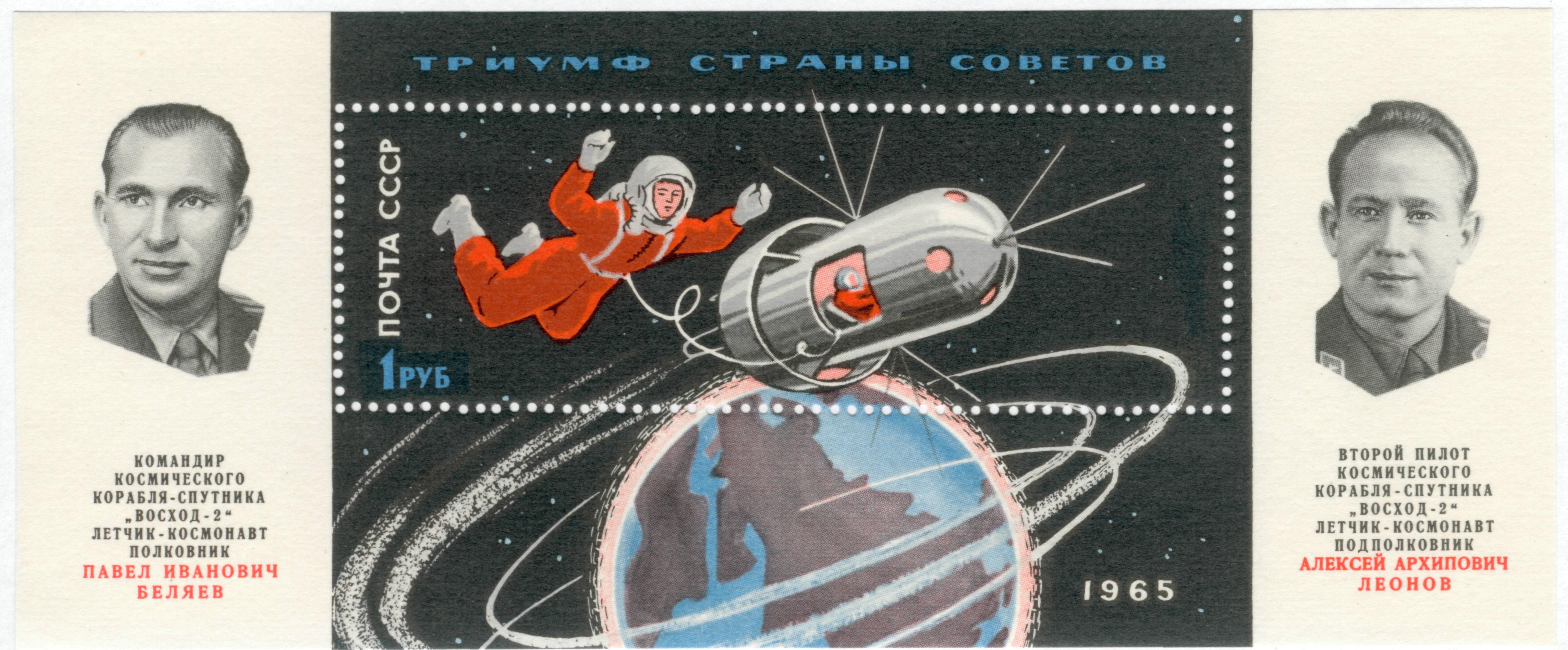
Blockausgabe der sowjetischen Post (1965); links: Beljajew, rechts: Leonow

Von den ursprünglich 20 Mitgliedern der ersten Kosmonautengruppe hatten nach Abschluss des Wostok-Programms fünf einen Raumflug absolviert. Einer war ums Leben gekommen, zwei weitere durch Unfälle oder aus anderen Gründen nicht mehr weltraumtauglich. Vier Piloten wurden aus disziplinarischen Gründen von der Ausbildung ausgeschlossen.
Damit blieben noch acht Kosmonauten, die auf ihren ersten Weltraumeinsatz warteten: Wladimir Komarow, Alexei Leonow, Boris Wolynow, Pawel Beljajew, Jewgeni Chrunow, Wiktor Gorbatko, Dmitri Saikin und Georgi Schonin, wobei die drei ersten bereits als Ersatzmann für einen Wostok-Flug eingeteilt waren.
Im Juli 1964 traf Nikolai Kamanin, der Leiter der Kosmonautenausbildung, die Entscheidung für die Mannschaftsauswahl: Beljajew und Gorbatko sollten als Kommandanten ausgebildet werden, Leonow und Chrunow für den Ausstieg. Später stieß Saikin zur Mannschaft und wurde ebenfalls für den Ausstieg ausgebildet.
Am 9. Februar 1965 wurde offiziell entschieden, dass Woschod 2 mit Beljajew und Leonow bemannt würde, mit Chrunow und Saikin als Ersatzmannschaft, wobei Chrunow sowohl Beljajew als auch Leonow ersetzen könnte. Gorbatko zählte ebenfalls noch als Ersatzmann.

## Flugverlauf

### Start
Woschod 2 startete am 18. März 1965 um 07:00 Uhr UT vom Raketenstartplatz in Baikonur.

### Erster Weltraumausstieg

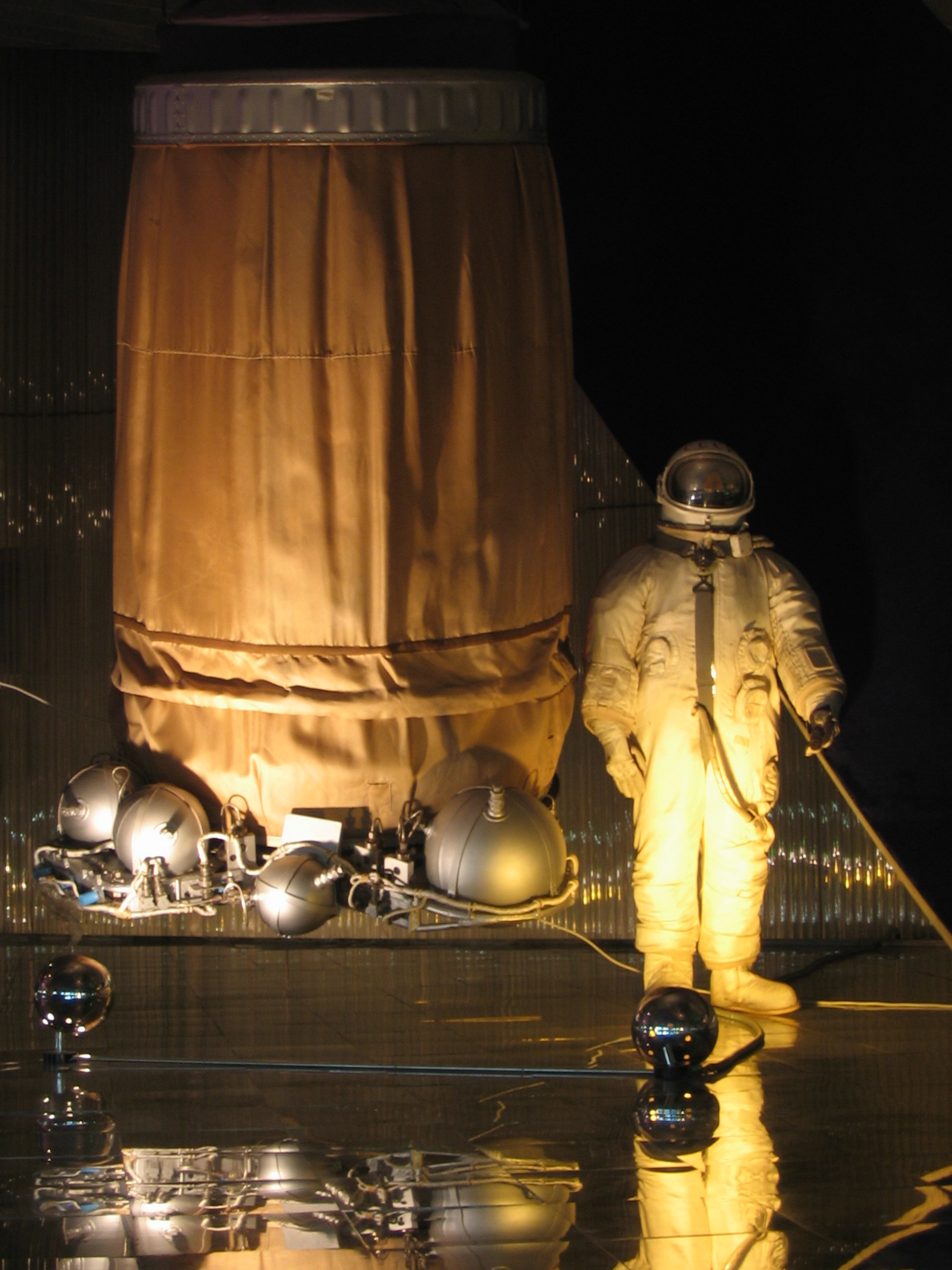
Luftschleuse und Raumanzug, wie bei Woschod 2 benutzt

Schon während der ersten Umkreisung wurde die aufblasbare Luftschleuse ausgefahren. Leonow zwängte sich in die kleine Schleuse, die daraufhin dekomprimiert wurde. Die Kabine mit Beljajew blieb unter Druck, was ihm die Möglichkeit nahm, seinem Kameraden im Notfall wirksame Hilfe leisten zu können. Gegen 08:30 Uhr UT begab sich Leonow ins All.
Kurz darauf befand sich Woschod 2 wieder im UKW-Empfangsbereich der sowjetischen Bodenstationen, so dass eine Fernsehkamera an der Außenseite von Woschod Bilder dieses historischen Moments zur Erde senden konnte.
Leonow befand sich rund 12 Minuten mit einer Sicherungsleine gesichert neben dem Raumschiff. Als er sich wieder in die Schleuse begeben wollte, erwies sich dies schwieriger als gedacht, weil sein Raumanzug sich durch den fehlenden Gegendruck aufgebläht hatte und unbeweglich geworden war. Erst mit einer Druckreduzierung und mit dem Kopf voran konnte er sich unter extremer Anstrengung wieder in die Schleuse begeben. Danach wurde in der externen Schleuse der Druckausgleich zum Innendruck der Kabine durchgeführt.

### Probleme beim Weiterflug
Nachdem Leonow wieder an Bord war, wurde die innere Luke zur Schleuse geschlossen und die Schleuse abgesprengt. Während des Weiterfluges wurde festgestellt, dass der Druck in den Sauerstoffbehältern von Woschod 2 schneller sank als vorgesehen. Dies ließ auf eine Undichtheit der Kapsel an der inneren Luke schließen, da der Kabinendruck zwar vom Lebenserhaltungssystem weitgehend konstant gehalten wurde, der Sauerstoffpartialdruck aber immer weiter anstieg. Als der Druck in den Sauerstoffbehältern von ursprünglich 75 auf 25 bar abgesunken war, entschloss sich die Flugleitung zu einer vorzeitigen Rückführung.

### Landung und Bergung
Während der 16. Umkreisung hätte das automatische Landesystem von der Bodenstation durch Funkbefehle programmiert werden sollen, was jedoch fehlschlug. Dadurch konnte die Landung nach der 17. Umkreisung nicht wie geplant durchgeführt werden. Aus den Umkreisungen 19 bis 21 wäre keine Landung innerhalb des vorgesehenen Gebietes möglich gewesen. Daher erschien der Flugleitung wegen der Probleme mit der Kabinenatmosphäre ein erneuter Versuch einer automatisierten Landung als zu hohes Risiko und man ließ Beljajew die erste manuell gesteuerte Landung eines sowjetischen Raumschiffes durchführen. Beljajew erhielt die Anweisung, das Schiff manuell auszurichten und die Zündung von Hand vorzunehmen, was in der 18. Erdumkreisung gelang. Die manuelle Zündung erfolgte jedoch 48 s zu spät. Nach dem Brennschluss trennte sich die Kapsel nicht vollständig vom Geräteteil. Dadurch taumelte das Raumschiff zu Beginn des Wiedereintritts heftig. Schließlich brannten die verbliebenen Verbindungen jedoch durch. Aufgrund der dadurch entstandenen Ungenauigkeiten wurde der anvisierte Landeplatz um 368 Kilometer überflogen und Woschod 2 ging im Vorland des Ural-Gebirges nieder.
Das Raumschiff landete bei 59° 34′ 0″ N, 55° 28′ 0″ O in einem tief verschneiten Nadelwald. Beljajew und Leonow konnten mit Morsezeichen über Kurzwelle der Bodenstation mitteilen, dass „alles normal“ sei. Etwa vier Stunden nach der Landung wurden sie von einem Suchhubschrauber gesichtet, etwa 30 Kilometer südwestlich von Beresniki. Der Hubschrauber konnte aufgrund des Geländes zwar nicht landen, doch zumindest warme Kleidung und Verpflegung für die Kosmonauten abwerfen.
Erst nach Einbruch der Dunkelheit konnte ein anderer Hubschrauber etwa 5 Kilometer von der Landekapsel entfernt landen, doch die Rettungsmannschaften konnten nicht zu Woschod 2 durchdringen. Zu dieser Zeit war die erfolgreiche Landung bereits im Rundfunk verkündet worden.
Am nächsten Morgen sprangen Rettungsmannschaften mit dem Fallschirm ab, benötigten aber bis Mittag, bis sie Beljajew und Leonow erreichten. Es erwies sich als zu riskant, die Kosmonauten mit einer Seilwinde zu einem Hubschrauber heraufzuhieven, und so musste eine weitere Nacht in der Taiga verbracht werden, inzwischen allerdings in der Gesellschaft der etwa 20 Personen der Bergungsmannschaft.
Inzwischen waren zwei Landestellen gerodet worden. Am nächsten Morgen und damit mehr als 36 Stunden nach der Landung fuhren Beljajew und Leonow mit Skiern zu der nächstgelegenen Lichtung und wurden dort an Bord eines Hubschraubers gehoben, der sie zur nächsten Landestelle brachte, wo sie in einen größeren Hubschrauber umstiegen. Auf dem Flugplatz von Perm, der nächsten größeren Stadt erreichte sie dann der Anruf von Parteichef Leonid Breschnew. Gegen Abend kamen die Kosmonauten in Baikonur an. Die Bergung hatte mit zwei Tagen doppelt so lange gedauert wie der Raumflug.

## Bedeutung
Wie schon Woschod 1 erregte auch Woschod 2 weltweites Aufsehen. Der sowjetischen bemannten Raumfahrt war erneut eine Erstleistung gelungen. Vor der Öffentlichkeit wurden die teilweise sehr ernsten Probleme (Wiedereinstieg, Undichtheit der Kapsel, Landung) geheim gehalten. In allen drei Fällen war man knapp einer Katastrophe entronnen.
Die Amerikaner starteten nur eine Woche später mit Gemini 3 den ersten bemannten Flug des Gemini-Programms. Kaum drei Monate später unternahm Edward White bei Gemini 4 ebenfalls einen Weltraumausstieg, und weitere zwei Monate später übernahm die USA mit Gemini 5 erstmals den Langzeitrekord für Raumflüge.
Bei den Sowjets wurde jedoch ein geplanter Dauerflug mit Woschod 3 immer wieder verschoben, und die Entwicklung des neuen Sojus-Raumschiffs verzögerte sich zusehends. Erst zwei Jahre nach Woschod 2 startete Sojus 1. Die geplante Kopplung im All mit Umstieg von Kosmonauten aus einem Raumschiff in ein anderes wurde jedoch abgesagt, und technische Probleme führten zum Absturz von Sojus 1 und dem Tod von Wladimir Komarow, was die bemannte sowjetische Raumfahrt weiter zurückwarf. Erst im Januar 1969 wurde bei Sojus 5 wieder ein sowjetischer Weltraumausstieg durchgeführt.

## Darstellung
Alexei Leonow beschrieb den Ausstieg in seinem 1971 in Westdeutschland erschienenen Erinnerungsbuch Spaziergänger im All bzw. dem 1980 in Moskau gedruckten Buch Ausstieg im Kosmos.

## Rezeption
Der Raumflug war die Vorlage für den 2017 produzierten russischen Kinofilm Die Zeit der Ersten von Dmitri Kisseljow, der auch unter dem Titel Spacewalker veröffentlicht wurde. Alexei Leonow wirkte an dem Film als Fachberater mit.